# Igor Wladimirowitsch Kukuschkin
Igor Wladimirowitsch Kukuschkin (russisch Игорь Владимирович Кукушкин, englische Transkription Igor Kukushkin; *  20. Februar 1958 in Krasnoarmeisk) ist ein russischer Festkörperphysiker.
Kukuschkin studierte am Moskauer Institut für Physik-Technologie (MIPT) und war dann am Institut für Festkörperphysik der Sowjetischen Akademie der Wissenschaften. 1983 wurde er promoviert und war 1987 mit einem Humboldt-Forschungspreis bei Klaus von Klitzing in Stuttgart. 1991 wurde er habilitiert (russischer Doktortitel) und war ab 1997 Professor an der Lomonossow-Universität. 
Er befasst sich mit Halbleiterphysik, Exzitonen und Exzitonen-Molekülen und -Flüssigkeiten in Silizium- und Germanium-Halbleitern. Er konnte erstmals Exzitonen-Moleküle in Germanium-Kristallen beobachten (Instabilität der Exzitonen-Flüssigkeit bei ungewöhnlichen Deformationszuständen eines Germanium-Kristalls) und untersuchte ihre Eigenschaften. Mit Hilfe starker Magnetfelder gelang die Charakterisierung dieses Systems als eines Exzitonengases als Vorstufe zu einem Bose-Einstein-Kondensat von Exzitonen. Das war Gegenstand seiner Dissertation von 1983.
Kukuschkin schlug eine neue magnetooptische Methode zur Untersuchung des Elektronenspektrums in zweidimensionalen MOS-Silizium-Strukturen vor und untersuchte damit den Quanten-Hall-Effekt. Er mass das Energiespektrum bei fraktionalen Quanten-Hall-Effekt (FQHE) für verschiedene zugehörige FQHE-Quantenzahlen und zeigte deren kollektive Natur. Mit seiner Methode untersuchte er auch den Übergang zweidimensionaler Elektronensystem zu einem Wigner-Kristall bei genügend tiefen Temperaturen mit Nachweis eines entsprechenden Phasenübergangs. Die Arbeiten zum Wigner-Kristall und dem FQHE war Gegenstand seiner Habilitationsschrift.
In jüngster Zeit entwickelte er neue Techniken für optische Untersuchung verschiedener Arten magnetischer Resonanz in Festkörpern. Damit gelang ihm der Nachweis von Skyrmionen im Quantenhalleffekt und die Entdeckung einer neuen Art von kollektiver Quasiteilchen-Anregung im Quantenhalleffekt (das heißt zweidimensionaler Elektronensysteme im Magnetfeld).
1997 wurde er korrespondierendes und 2016 volles Mitglied der Russischen Akademie der Wissenschaften. Er erhielt 2001 den Max-Planck-Forschungspreis unter anderem für seinen Beitrag zum Studium des gebrochenen Quanten-Hall-Effekts. 1988 erhielt er dafür den Lenin-Komsomol-Preis.
Er ist Herausgeber in der Sparte Festkörperphysik des Central European Science Journal.